# Peter Jackson
Peter Robert Jackson (Pukerua Bay, Nieuw-Zeeland, 31 oktober 1961) is een Nieuw-Zeelands filmregisseur. Hij maakte onder meer een aantal culthorrorfilms en de fantasytrilogieën The Lord of the Rings en The Hobbit.

## Biografie
Jackson is het enige kind van Joan en William Jackson. Zijn moeder, een fabrieksarbeider en huisvrouw, en vader, een boekhouder, waren beiden Engelse immigranten.
Als kind was Jackson al gek op films. Toen een familievriend de Jacksons, met de kleine Peter in het achterhoofd, een filmcamera cadeau deed, begon Peter dan ook al snel korte filmpjes te maken met z'n vrienden.
Jackson genoot geen officiële opleiding in het filmmaken, maar met vallen en opstaan leerde hij uit zijn eigen producties. Na school begon Jackson te werken als etser bij een krant en hij begon ook aan een vampierfilm die echter al werd afgeschreven voordat hij klaar was.
Zijn eerste 'grote' speelfilm, Bad Taste (1988), begon als een korte film, waarna hij van de New Zealand Film Commission subsidie kreeg om de film te voltooien als speelfilm. Bad Taste ging in 1988 op het Filmfestival van Cannes in première en is sindsdien een cult-klassieker.
Jackson is sinds 1987 getrouwd met Fran Walsh. Samen hebben ze twee kinderen.
Eind 2007 werd bekend dat Peter Jackson producent zou worden van de film The Hobbit. Na enkele woelige jaren, onder andere bij filmstudio MGM, kreeg de productie 15 oktober 2010 eindelijk groen licht. Peter Jackson nam uiteindelijk zelf de regie op zich van de drie Hobbit-films. De films zijn december 2012, december 2013 en december 2014 in première gegaan.
In december 2002 werd Peter Jackson compagnon in de Orde van Verdienste van Nieuw-Zeeland en sindsdien mag hij de titel sir voor zijn naam zetten. In 2014 kreeg Jackson een ster op de Hollywood Walk of Fame.

## Filmografie (als producer en regisseur)
- The Valley (1976)
- Bad Taste (1987)
- Meet the Feebles (1989)
- Braindead (1992)
- Heavenly Creatures (1994), Oscarnominatie voor het beste scenario
- Forgotten Silver (1995, televisiefilm)
- The Frighteners (1996)
- The Lord of the Rings: The Fellowship of the Ring (2001)
- The Lord of the Rings: The Two Towers (2002)
- The Lord of the Rings: The Return of the King (2003)
- King Kong (2005)
- The Lovely Bones (2010)
- The Hobbit: An Unexpected Journey (2012)
- The Hobbit: The Desolation of Smaug (2013)
- The Hobbit: The Battle of the Five Armies (2014)
- They Shall Not Grow Old (2018)
- The Beatles: Get Back (2021)

## Filmografie (enkel als producer)
- Valley of the Stereos (korte film) (1992)
- Ship to Shore (televisieserie) (1993)
- Jack Brown Genius (1994)
- The long and the Short of it (2003)
- District 9 (2009)
- The Adventures of Tintin: The Secret of the Unicorn (2011)
- Mortal Engines (2018, tevens ook scenario)